# Liu Xuan
Liu Xuan fue un príncipe de la dinastía Han, restaurador de la dinastía, que gobernó China en los años 23-25.
La dinastía Han había sido derrocada por el usurpador Wang Mang, pero al estallar la rebelión de los Cejas Rojas, Liu Xuan encabezó otra rebelión paralela con el objetivo de recuperar el poder para los Han. Los ejércitos unificados de los rebeldes consiguieron una gran victoria en el año 23, conquistando la capital Chang'an.
El nuevo emperador, conocido en las fuentes por el nombre póstumo de Geng Shi Di, cometió el grave error de no entregar tierras a sus aliados los «cejas rojas», limitándose a concederles títulos menores, con lo que perdió su principal apoyo militar. El territorio que controlaba era demasiado pequeño para proporcionarle los recursos materiales necesarios para desarrollar operaciones de envergadura, con lo que las tendencias secesionistas, siempre presentes, se reavivaron. Las insurrecciones se sucedieron, y su gobierno se desplomó cuando sus antiguos aliados se presentaron ante Chang'an, perdiendo la vida en la revuelta.